# Pèrlids

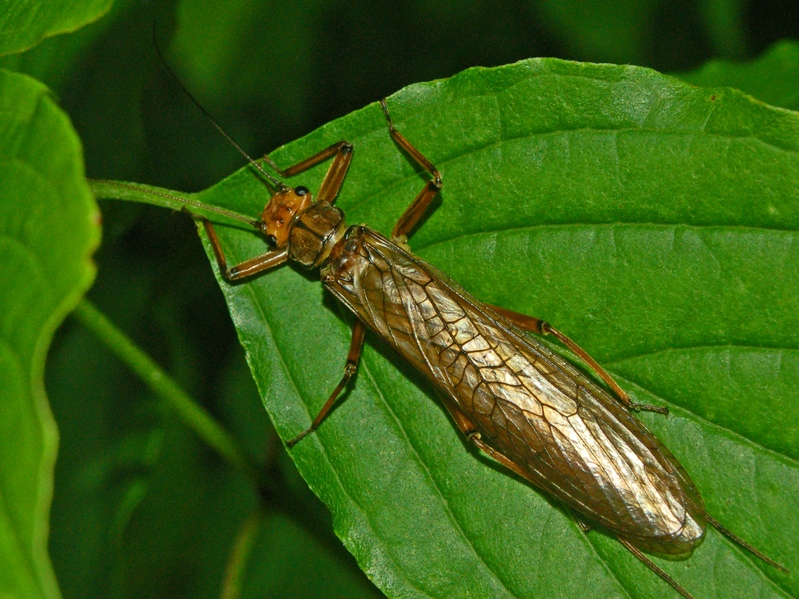
Dinocras ferreri fotografiat a Itàlia.

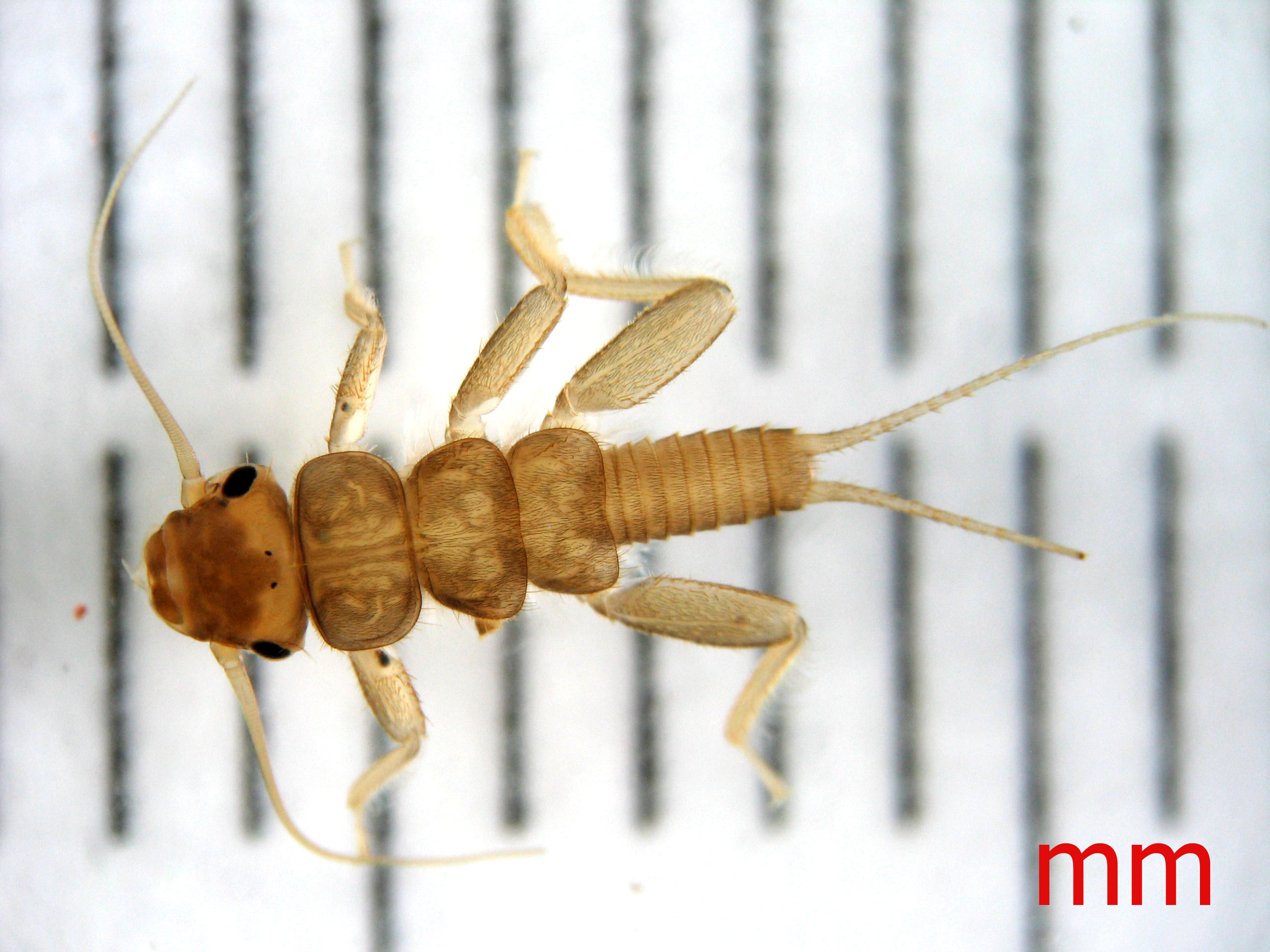
Larva de pèrlid sense identificar

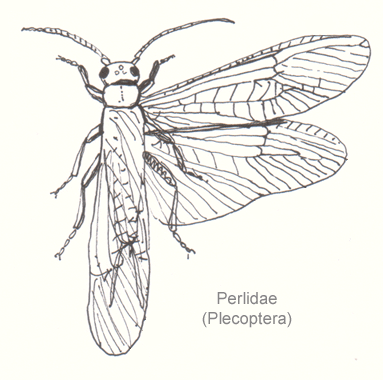
Perlidae sp.

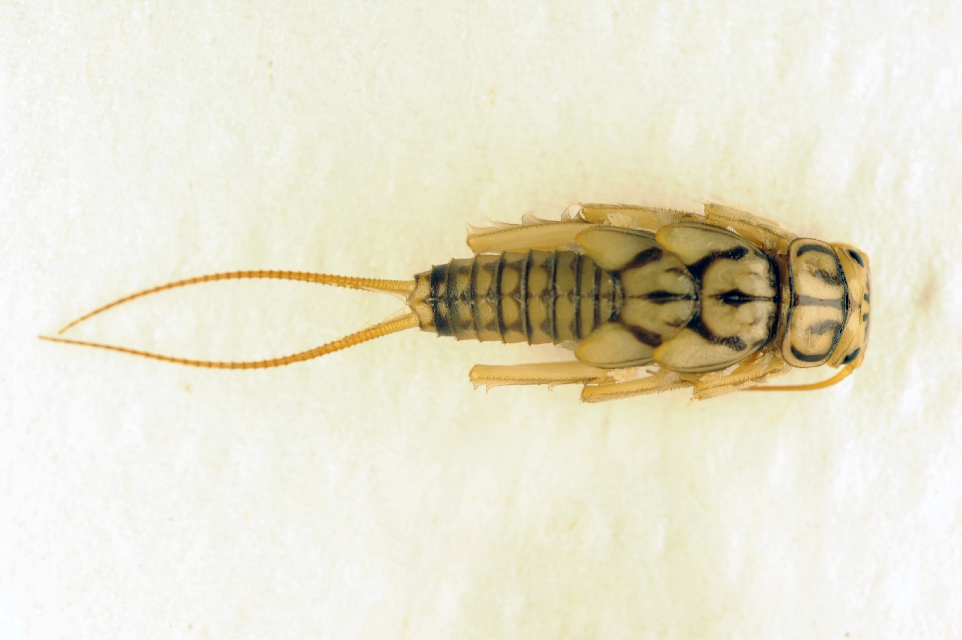
Nimfa de Perla marginata

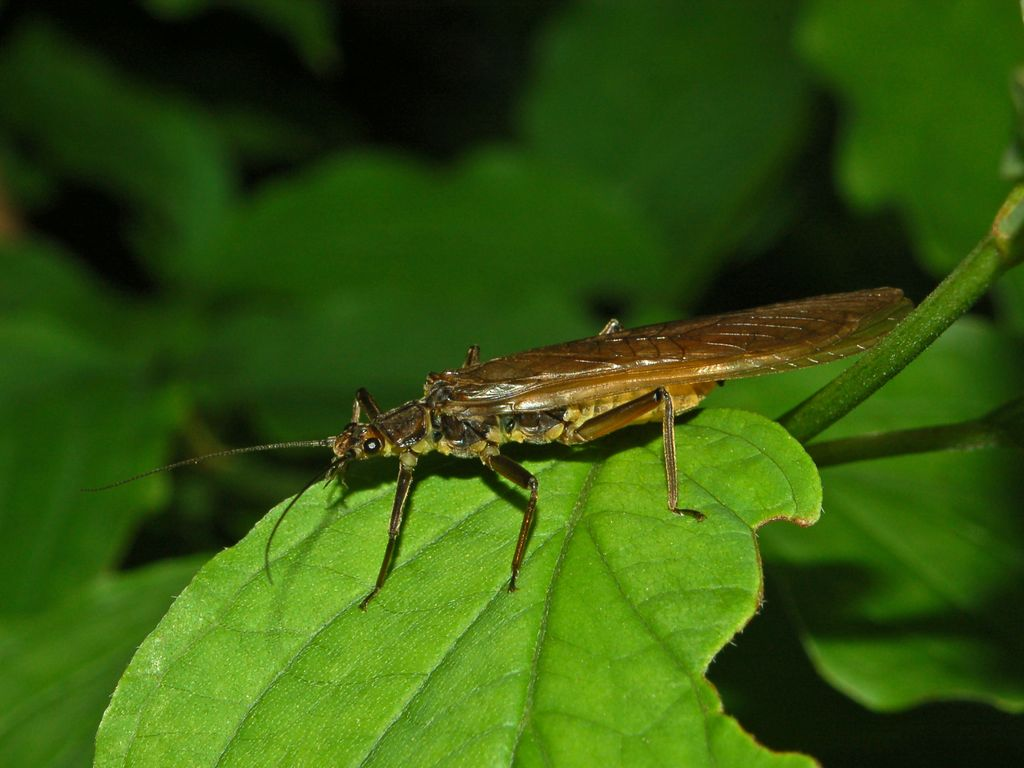
Dinocras ferreri fotografiat a Itàlia.

Els pèrlids o perles (Perlidae) constitueixen una família d'insectes i la més ben coneguda dels plecòpters.

## Descripció
- Les nimfes d'algunes espècies poden assolir grans dimensions (de fins a gairebé 4 cm en el cas de Perla marginata).
- Els estadis nimfals una mica avançats es poden distingir clarament de les altres famílies de plecòpters per la presència de traqueobrànquies a les bases de les potes.[1][3]

## Reproducció
Els adults emergeixen durant l'estiu i poden viure entre 1 i 3 anys.

## Alimentació
Totes les espècies d'aquesta família són depredadores actives de tota classe d'invertebrats de mida inferior a la seva, encara que pertanyin a la mateixa espècie.

## Hàbitat i distribució geogràfica
Es troben àmpliament distribuïts als rius i rierols de l'hemisferi nord, amb uns pocs gèneres que s'estenen cap a l'hemisferi sud (Àfrica, Sud-amèrica i Nova Zelanda).

## Subdivisions
Se subdivideix en diversos gèneres, molts d'ells agrupats en dues subfamílies:
- Acroneuriinae
  - Acroneuriini
    - Acroneuria
    - Attaneuria (Attaneuria ruralis)
    - Beloneuria
    - Brahmana
    - Calineuria
    - Caroperla (Caroperla pacifica)
    - Doroneuria
    - Eccoptura (Eccoptura xanthenes)
    - Gibosia
    - Flavoperla
    - Hansonoperla
    - Hesperoperla
    - Kalidasia (Kalidasia radiata)
    - Kiotina
    - Mesoperla (Mesoperla crucigera)
    - Nakaharia
    - Niponiella (Niponiella limbatella)
    - Nirvania (Nirvania pertristis)
    - Perlesta
    - Perlinella
    - Schistoperla
    - Sinacroneuria
    - Xanthoneuria

  - Anacroneuriini
    - Anacroneuria
    - Enderleina
    - Inconeuria
    - Kempnyella
    - Kempnyia
    - Klapalekia (Klapalekia augustibraueri)
    - Macrogynoplax
    - Nigroperla (Nigroperla costalis)
    - Onychoplax (Onychoplax limbatella)
    - Pictetoperla
- Perlinae
  - Neoperlini
    - Chinoperla
    - Furcaperla
    - Neoperla

  - Perlini
    - Agnetina
    - Claassenia
    - Dinocras
    - Eoperla (Eoperla ochracea)
    - Etrocorema
    - Folga
    - Forca
    - Kamimuria
    - Marthamea
    - Miniperla (Miniperla japonica)
    - Neoperlops
    - Oyamia
    - Paragnetina
    - Perla
    - Phanoperla
    - Tetropina
    - Togoperla
    - Tyloperla
- Incertae sedis
  - Berekia
  - Chloroperloides
  - Dominiperla
  - Helenoperla (Helenoperla malickyi)
  - Hemacroneuria
  - Japoneuria
  - Klapalekia
  - Macrogynoplax
  - Nigroperla
  - Nishineuria (Nishineuria cornuta)
  - Onychoplax
  - Pictetoperla[6][7]

## Costums
Tenen un comportament força nerviós, poden realitzar desplaçaments a contracorrent molt importants i els adults són atrets per les fonts de llum. En aigües calmes, mouen llurs cossos amunt i avall per mantindre la circulació de l'oxigen de l'aigua a través de les brànquies.

## Observacions
Són molt sensibles a la manca d'oxigen dissolt a l'aigua. Si se'ls priva d'aigua corrent en un recipient de dimensions reduïdes (com un pot o una safata), és molt fàcil que morin al cap de pocs minuts. Això els fa especialment sensibles a la contaminació i els atorga un valor destacat com a indicadors de la qualitat de l'aigua.